# غوردون ستيوارت
غوردون ستيوارت (16 يونيو 1906 بسيدني في أستراليا - 21 أكتوبر 1984) (بالإنجليزية: Gordon Stewart)‏ هو لاعب كريكت أسترالي.

## وصلات خارجية
- غوردون ستيوارت على موقع إي آس بي آن كريك إنفو (الإنجليزية)